# Gustav Randolph Manning
Gustav Randolph Manning (13 de desembre de 1873 - 1 de desembre de 1953) va ser un empresari i entrenador esportiu alemany-estatunidenc. Manning és més conegut per ser el primer president de la Federació de Futbol dels Estats Units, la qual va presidir des de la seva fundació el 1913 fins al 1915. Abans del seu mandat amb l'US Soccer, Manning va participar en la gestió de clubs de futbol del sud d'Alemanya, especialment en la formació d'associacions estatals.

## Primers anys de vida
Gustav Manning, nascut al suburbi londinenc de Lewisham, va ser un dels quatre fills de Wolfgang Gustav Mannheimer, un comerciant jueu originari de Königsberg a la Prússia Oriental. Aquest últim va vendre la seva empresa a principis de la dècada de 1880 i es va traslladar a Berlín, però com tota la família va conservar el nom anglicitzat "Manning". A Berlín, pare i fills es van unir al Berlin Cricket Club, on es jugava a cricket i a futbol. Els fills Fred i Gustav van jugar a futbol en diversos clubs de Berlín, inclòs des de 1893 per al VfB Pankow, que es va fundar aquell any. Gustav Manning, que de vegades es feia dir Gus Randolph Manning, destacant el seu origen anglès, hi va fer amistat amb el seu company d'equip Franz John que va fundar un club anomenat FC Bayern de Múnic uns anys més tard.
Després dels seus dies escolars, Gustav Manning va estudiar medicina, inicialment durant tres semestres a la Universitat Humboldt de Berlín, després al sud-oest d'Alemanya a Friburg im Breisgau. Allà també va fer el doctorat en medicina. A més de la seva feina com a metge adjunt al policlínic universitari de medicina d'Estrasburg, va jugar a futbol a l'Estrasburg FV. A finals de 1897, Manning va ser cofundador, jugador actiu i primer president del Freiburger FC. Després del seu retorn a Berlín, va ser actiu com a jugador i president (1898–99) del VfB Pankow.
En la seva funció com a secretari de l'Associació de Clubs de Futbol d'Alemanya del Sud (VsFV), Manning va representar diversos clubs del sud d'Alemanya a la reunió fundacional de l'Associació de Futbol d'Alemanya el gener de 1900. Malgrat el seu passaport britànic, va esdevenir el primer secretari de la DFB i va ser l'encarregat de redactar els estatuts de l'associació a partir del model anglès. No obstant això, va dimitir a l'octubre.
Manning va emigrar als Estats Units el 1905 per motius professionals i va fundar l'Associació de Futbol dels Estats Units el 5 d'abril de 1913 a Nova York, que el va escollir com a primer president el 21 de juny del mateix any. Gustav Manning es va convertir en el primer nord-americà a esdevenir membre del Comitè Executiu de la FIFA el 1948. Al Congrés Mundial de Futbol de Rio de Janeiro l'any 1950, va fer un gran esforç per aconseguir que Alemanya tornés a formar part de l'associació mundial. Els seus esforços van fer que Alemanya tornés a participar en una Copa del Món de futbol el 1954.
Gustav Manning, que va ser inclòs al National Soccer Hall of Fame el 1950, va morir poc abans del seu 80è aniversari. Va ser enterrat al Cementiri Nacional d'Arlington.